# صحيفة الصراط (فلسطين)
صحيفة الصراط الفلسطينية هي صحيفة يومية إخبارية سياسية دينية. تخرّج صاحب الصحيفة الشيخ عبد الله القلقيلي (قلقيلية، 1899-1969) من جامعة الأزهر بعد دراسته علوم الدين الإسلامي التي استمرت إلى مدة تسعة شهور تقريبا، ودرس اللغة العربية وآدابها لنحو سنتين في جامعة القاهرة. اشتغل في القضايا السياسية في مصر من خلال انضمامه إلى جماعات سرية وعاد إلى البلاد عام 1919. عمل لبعض السنين في مجال التدريس في مدارس القدس ويافا. بادر في سنة 1925 إلى إقامة صحيفة إخبارية باسم «الصراط / الطراط المستقيم»، خصص في هذه الصحيفة مجال للخطاب الإسلامي في مختلف الأحداث، وعرض في الصحيفة أغلب القضايا السياسية المحلية والدولية، وقد خرجت هذه الصحيفة ضد سلطات الانتداب ودعت إلى محاربة المشروع الصهيوني. كما وتشمل الصحيفة مقالات علمية ومقالات أدبية.
صدر العدد الأول من جريدة الصراط المستقيم في 2 سيبتمبر عام 1925. وقد نشرت في أعدادها الأولى سورة الفاتحة واعتبارا من العدد 13 توقّفت عن نشر الآية التالية: «صراط الذين أنعمت عليهم غير المغضوب عليهم ولا الضالين» ونشرت بدلاً منها الآية التالية: «وإن هذا صراطي مستقيما فاتبعوه ولا تتبعوا السُبل فتفرق بكم» (سورة الأنعام).
على الرغم من توجّهات صحيفة الصراط وخلفيتها الدينية إلّا أن ذلك لم ينعكس على خطابها وقضاياها في فترة الأربعينات، إذ نلاحظ أن الطابع الإخباري والسياسي في هذه الفترة كان طاغيا على تغطية الصحيفة للقضايا المحلية والعالمية. أما من الأمور المركزية التي لم تتغير في مبادئ الصحيفة، مواجهاتها، ومعارضتها لسلطات الإنتداب والمشروع الصهيوني.
استقر القلقيلي في سنة 1948 في سوريا واستمر هناك بالعمل الصحفي والتدريس. وبعد بضع سنوات قليلة انتقل للاستقرار في الاردن حيث شغل منصب مفتي المملكة (1955-1967) وأصدر سنة 1956 مجلة دينية باسم «هدى الإسلام».

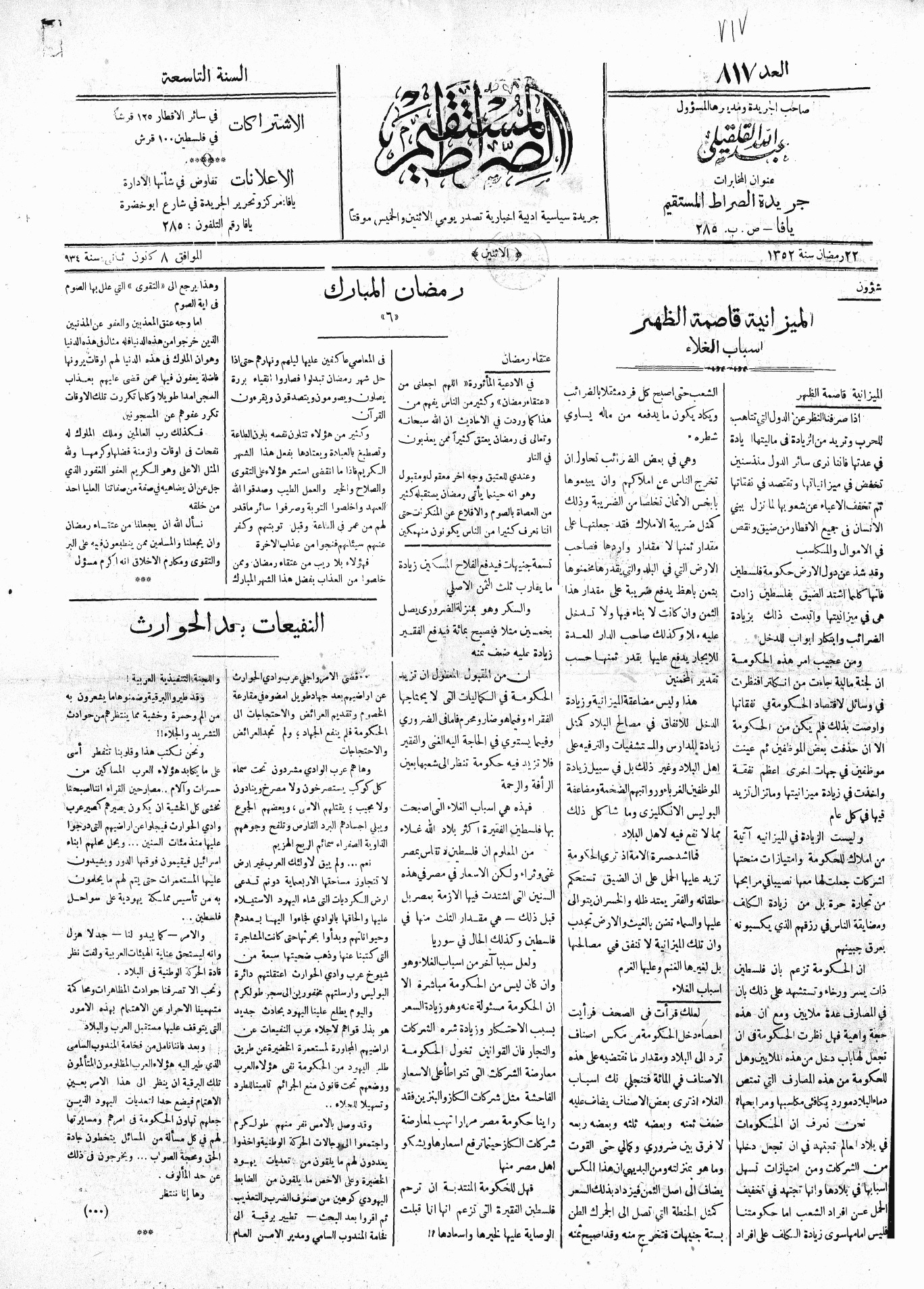
صحيفة الصراط

## التغييرات التي طرأت على وتيرة صدور الصحيفة
قال الكاتب عمر الصالح البرغوتي في إحدى مقالاته التي نشرها في جريدة «مرآة الشرق» أن جريدة الصراط المستقيم كانت في البداية جريدة إسبوعية ثم تحوّلت إلى نصف إسبوعية اسلامية دينية ولكن أصحاب الجريدة استيقظوا من بعد غفلة وأخذوا بتصليح شؤونها وبدأ الكاتبين بالتطرّق لمواضيع مفيدة إسلامية ووطنية. حيث أن جريدة «الصراط المستقيم» بدأت تصدر بشكل يومي عام 1929 في يافا حيث صدورها اليومي خدم شؤون الأمير عبد الله. بكلمات أوضح: بدءاً من سنة 1929، صدرت الصحيفة بصورة يومية ولكنها عانت من وضع اقتصادي نوعا ما ضعيف الذي تسبّب في بعض الأحيان بتوقّف الصحيفة عن الصدور لبضع أيام متواصلة. في تلك الفترة، عرضت صحيفة الدفاع عرض على صحيفة الصراط وهو شراء الصحيفة (صحيفة الصراط) عام 1943، إلاّ أن صاحبها القلقيلي قام باستعادتها وأصدرها من جديد كأداة تروّج لسلطة ملك الأردن. ومن الجدير بالذكر أن في مرحلة معيّنة من الزمن، في بداية صدور الصحيفة، صدرت الجريدة يومين في الإسبوع الأحد والأربعاء (بشكل مؤقّت).
في البداية لم تكن صحيفة الصراط منتشرة نسبيا حيث كانت تطبع يوميا بكميات قليلة لا تتجاوز بضع المئات، وكانت فقيرة في موادها، مجالاتها ومقالاتها. وفي سنة 1943 اشتراها صاحب صحيفة الدفاع، وصدرت خلال ثلاث سنوات كجريدة مسائية يومية تخدم مصالح البنك العربي وفي سنة 1946 انفصلت جريدة الصراط عن صحيفة الدفاع ورجعت تخدم الأمير عبد الله الذي أصبح ملكا في تلك الفترة.